# Dolichopeza (Nesopeza) dactylophora
Dolichopeza (Nesopeza) dactylophora is een tweevleugelige uit de familie langpootmuggen (Tipulidae). De soort komt voor in het Oriëntaals gebied.